# Dornbirner Ach
Dornbirner Ach (setkat se lze také se zápisy Dornbirnerach či Dornbirner Ache; česky zastarale Dornbirnská Aacha) je přibližně 30 kilometrů dlouhý přítok Bodamského jezera v rakouské spolkové zemi Vorarlbersko. Spolu s nedalekou řekou Bregenzer Ach je jednou z nejdůležitějších řek západního Bregenzského lesa a dolního údolí Alpského Rýna, jelikož společně pojímají většinu tamních říček a potoků. Své jméno řeka odvozuje od města Dornbirn, na jehož území se z velké části nachází. Před regulací Rýna se řeka vlévala do Bodamského jezera poblíž Fußachu. Dnes teče více na východ a následně několik kilometrů rovnoběžně s Alpským Rýnem, vedle kterého se poblíž Hardu vlévá do jezera.

## Geografie

### Tok řeky

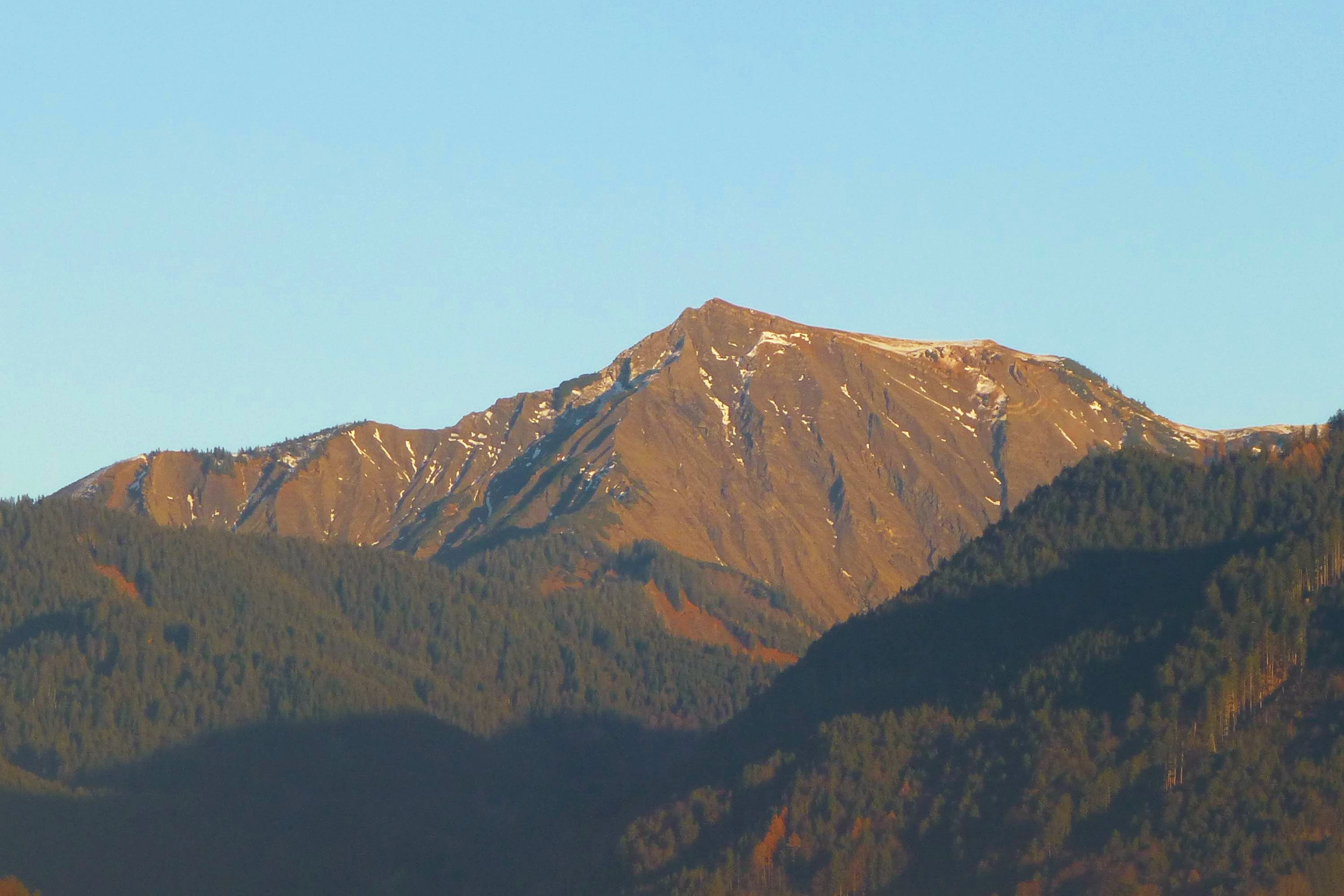
Severozápadní úbočí hory Hoher Freschen

Řeka pramení v údolí Valorsertal (rétorománský výraz pro "Medvědí údolí"), na severozápadním úbočí Hoher Freschen, v blízkosti malé horské vesnice Ebnit, kde ještě nese název Ebniter Ach. Prameny Ebniter Ach se nacházejí téměř na úplném jihu obce Dornbirn, poblíž hranic s obcí Zwischenwasser. První úsek řeky se vyznačuje hlubokými soutěskami a výraznými zářezy v horské krajině Dornbirnu.

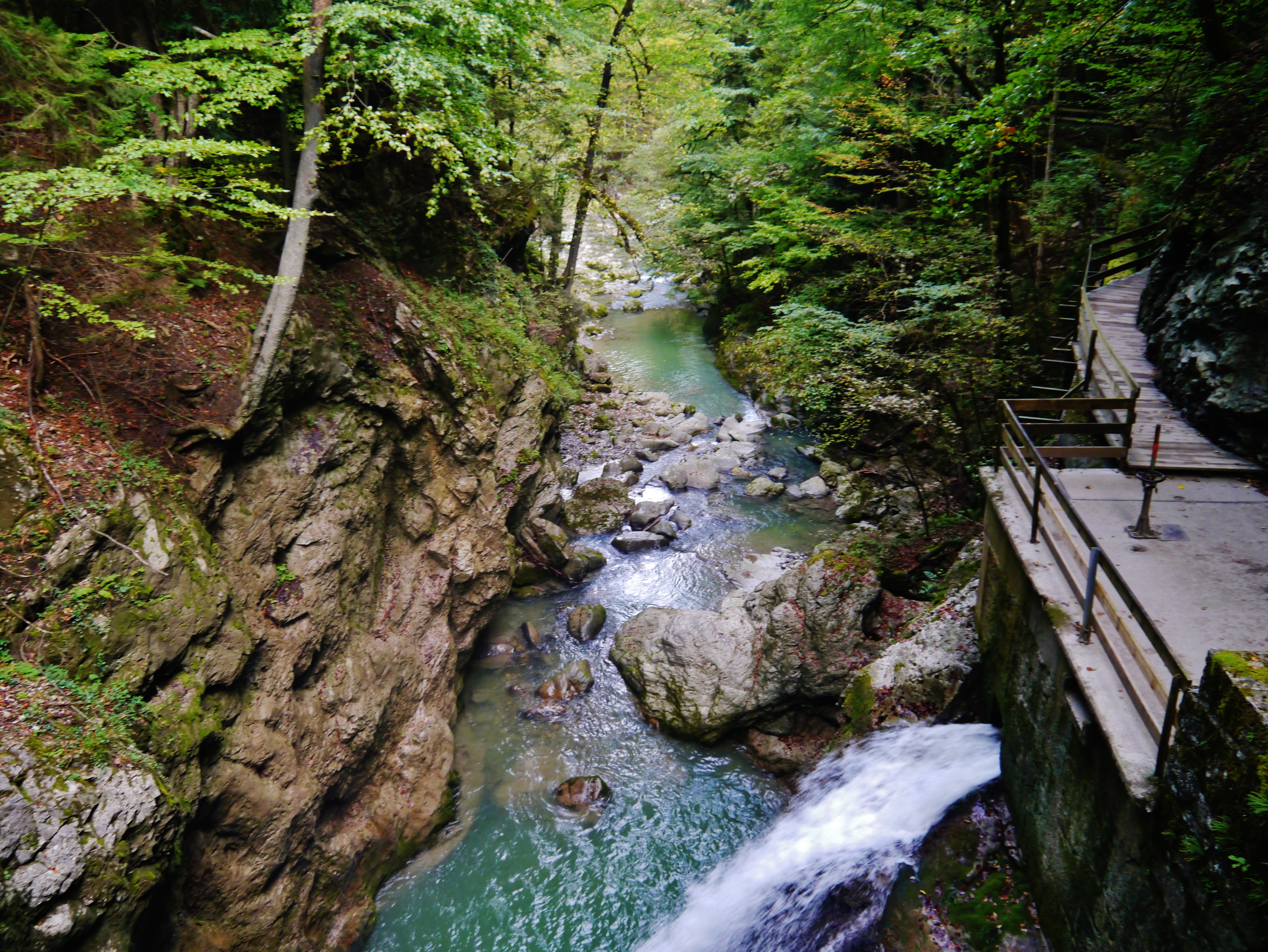
Soutěska Rappenloch

Několik přítoků, jako je Gunzenach/Kobelach, se vlévá již v horním toku řeky. Za soutěskou Schaufel, od které se řeka oficiálně nazývá Dornbirner Ach, protéká soutěskou Alploch, od které je přehrazena až k soutěsce Rappenloch, a vytváří tak malou vodní nádrž Staufensee, pojmenovanou podle hory Staufen, která se nad ní tyčí. Poté, co řeka proteče oblíbenou a turistickými stezkami vybavenou soutěskou Rappenloch, přiblíží se na svém čtrnáctém kilometru k areálu bývalé textilky v Gütle a pokračuje údolím Enz.
Následně Dornbirner Ach zasahuje také do hustě obydlených oblastí, jakožto hraniční řeka mezi městskými částmi Dornbirnu (Hatlerdorf, Oberdorf a později Markt). V těchto městských částech stojí na jejím břehu mnoho důležitých městských budov, jako jsou dornbirnská nemocnice, reálné gymnázium či stadion Birkenwiesen. Dále po proudu tvoří hraniční řeku mezi dalšími městskými částmi (Schoren a Rohrbach) a poté pokračuje do rekreační oblasti Achauen. Uprostřed tohoto listnatého lesa, rozkládajícího se na obou březích řeky, se nachází také zvláštní možnost přechodu přes řeku, vyvýšený zpevněný brod Achfurt. Poté, co řeka řeka opouští Achauen, klikatí se v četných meandrech přes mokřad Ried, kde se do ní 400 metrů za severozápadním koncem obce Dornbirn vlévá Koblašský kanál.
V místech, kde dříve tvořila Dornbirner Ach severní hranici Dornbirnu, překračuje nyní řeku silnice L41 (Senderstraße) s památkově chráněným krytým mostem Senderbrücke. Most i silnice jsou pojmenovány po vysílači (něm. "Sender") Lauterach, který byl postaven v roce 1931 a nachází se asi 400 metrů severovýchodně od mostu.
Dornbirner Ach protíná téměř celé území obce Dornbirn, jelikož pramení asi 2,5 km od nejjižnějšího bodu a teče až k jeho nejsevernějšímu bodu na úplném severozápadě obce. Více než 10 km² na úplném jihovýchodě horské oblasti Dornbirnu, především svahy pohoří Dornbirner First, které leží v údolí Mellental, odvodňuje říční systém Bregenzer Ach.
Ve finálním úseku je díky průlomu ve Fußachu, vytvořeném v rámci mezinárodní regulace Rýna z roku 1904, řeka napřímena a její okolí tvoří spolu s okolím Starého Rýna přírodní rezervaci Delta Rýna. Ke konci své cesty teče paralelně s Alpským Rýnem a poblíž Hardu se vlévá do Bodamského jezera.

### Přítoky

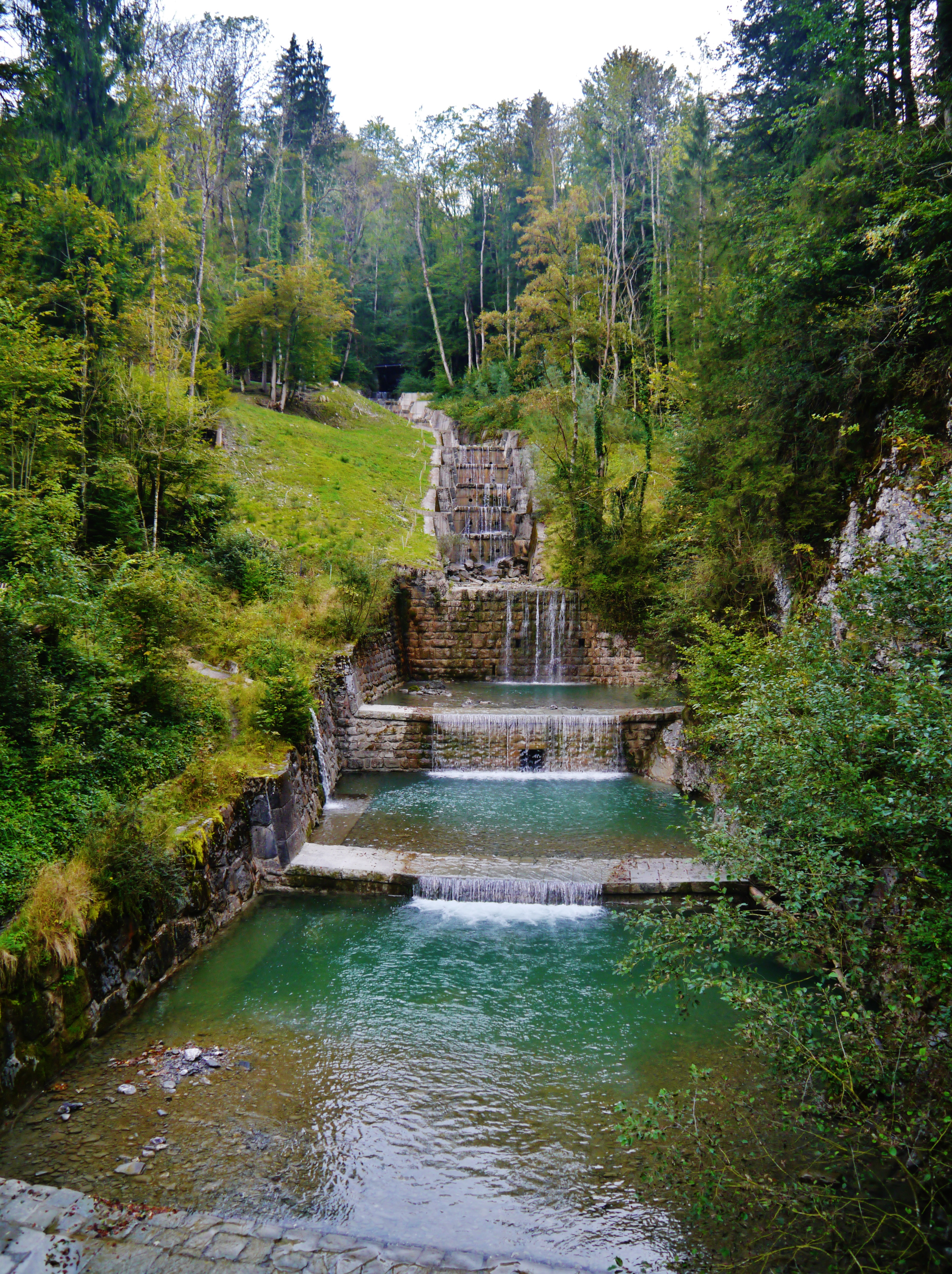
Říčka Kobelach těsně před svým soutokem s Dornbirner Ach

Dornbirner Ach je jednou z nejdůležitějších řek západního Bregenzského lesa. Mnoho velkých a malých horských potoků, především na území obce Dornbirn, napájí řeku v jejím prvním úseku. Jen velmi málo z této spousty levostranných a pravostranných přítoků Dornbirner Ach má vlastní jméno. Proto jsou zde uvedeny pouze ty největší a nejznámější. Jedním z prvních levostranných přítoků je Kugelbach, který se do řeky, v těchto místech ještě nazývané Ebniter Ach, vlévá v oblasti Untere Wäldlealpe. Dalším důležitým přítokem zleva je Bruderbach, obyvateli Ebnitu považováný za jejich hlavní potok, protože jasně vymezuje jižní hranice vesnice. Spätenbach, další důležitý (a opět levostranný) přítok, pojímá řeka v oblasti soutěsky Alploch. Na soutěsku navazuje vodní nádrž Staufensee, do které se vlévají četné krátké potoky, sotva delší než jeden kilometr. Pravděpodobně nejvýznamnějším přítokem v prvním úseku řeky je pak Kobelach. Tato říčka teče víceméně paralelně s Ebniter Ach/Dornbirner Ach a dříve se nazývala Gunzenach. Než se v Gütle vlévá do Dornbirner Ach, pojímá Kobelach četné potoky, např. Laubach, Rudach a Tintelsbach.
O další tři kilometry níže, u údolní stanice lanovky na Karren, se vlévá další větší pravostranný přítok Gechelbach. V samotném městě Dornbirn pak nemá řeka žádné přítoky. Teprve v rekreační oblasti Achauen a navazujícím mokřadu Ried se opět vlévají menší odvodňovací a zemědělské příkopy. Dalším významným přítokem je Fußenauerský kanál, který je napájen několika potoky a říčkami v okolí (např. Fischbach, Steinebach, Haselstauderbach či Karlesgraben), a který se do řeky vlévá teprve těsně před jejím soutokem s řekou Schwarzach (taktéž pravostranný přítok) a následným výrazným ohybem toku směrem na západ.

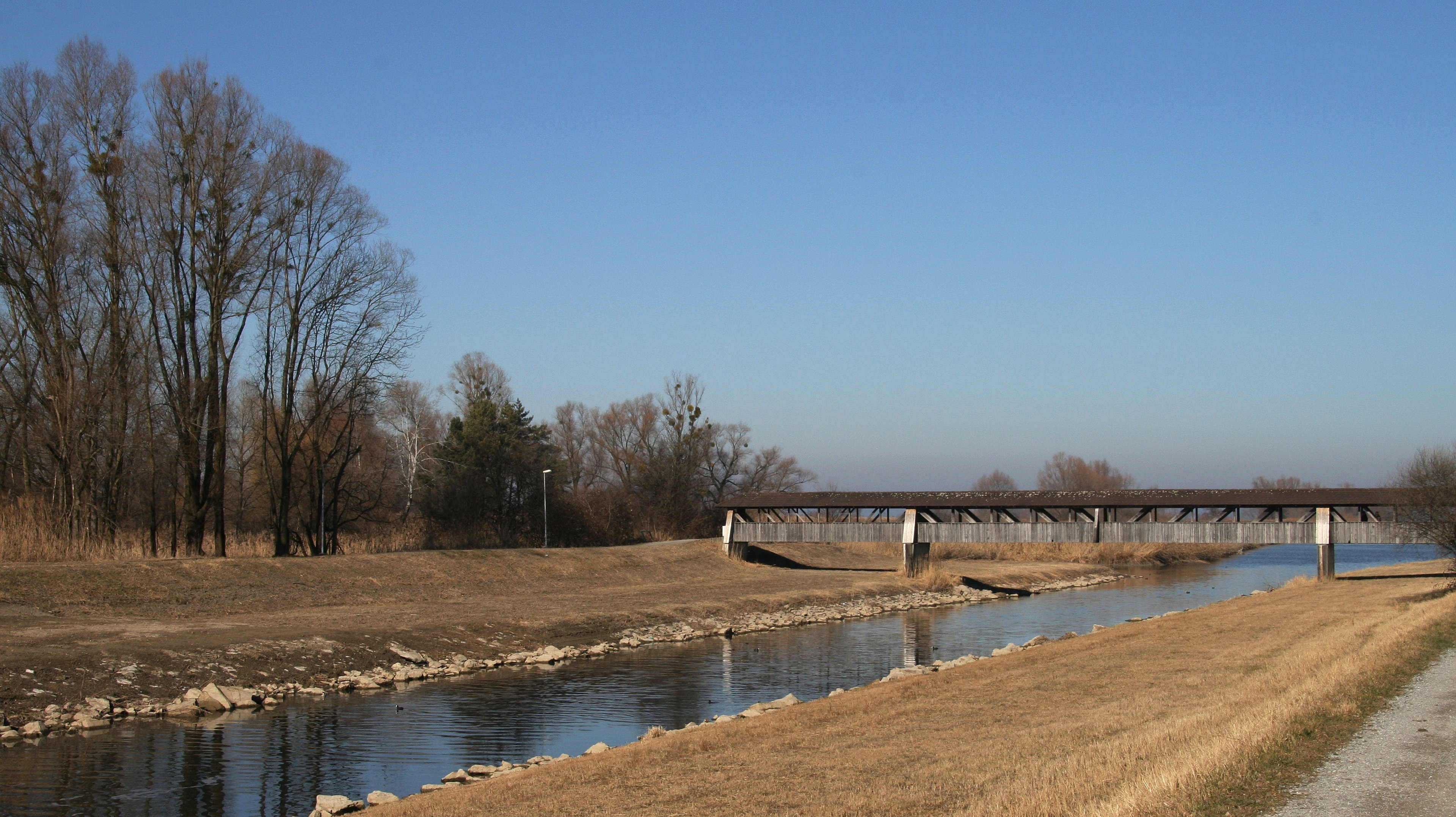
Dornbirner Ach v Hardu, těsně před tím, než se vlévá do Bodamského jezera

Poslední větší řekou která se připojuje k Dornbirner Ach je Koblašský kanál, oficiálně nazývaný Vorarlberský vnitrozemský kanál v údolí Rýna. Ten odvodňuje velké části východního údolí Alpského Rýna mezi řekami Frutz a Dornbirner Ach, a vedle samotného Alpského Rýna je pravděpodobně jednou z nejdůležitějších řek ve Vorarlberském údolí Rýna. Území obce Dornbirn končí několik metrů před připojením Koblašského kanálu, takže ten se již vlévá na městské hranici mezi Lustenau a Lauterachem v nadmořské výšce 399 m n. m. Poslední přítok do (v té chvíli již zregulovaného) koryta řeky je Lustenauer Kanal, vlévající se do ní asi 350 metrů před ústím do Bodamského jezera.

### Geologie
Krajinu v okolí řeky charakterizují tři výrazné geologické prvky. Prvním z nich je pánev Bodamského jezera, které byla vytvořena částečně tektonicky, a částečně erozí Rýnského ledovce, který ustoupil po poslední době ledové. Druhým významným prvkem je rozdělení Alp na východní a západní část. Podél Rýna se tak pod dno údolí noří helvetská deska, a v Bregenzském lese je vápenec překryt flyšem. Třetím významným prvkem je samotné údolí Alpského Rýna, kde se v důsledku četných řek a potoků na skalním podložím ukládalo velké množství sedimentů. Náplavový kužel Dornbirner Ach začíná když řeka opouští údolí, a končí s prvním výskytem meandrů.
Ve svém horním toku řeka většinou protéká silnými, ale zároveň křehkými diluviálními hmotami, což má za následek velké látkové zatížení koryta. Spodní tok řeky naopak protéká substrátem aluviálních hmot Alpského Rýna a vlastních naplavených diluviálních hmot.

### Hydrologie

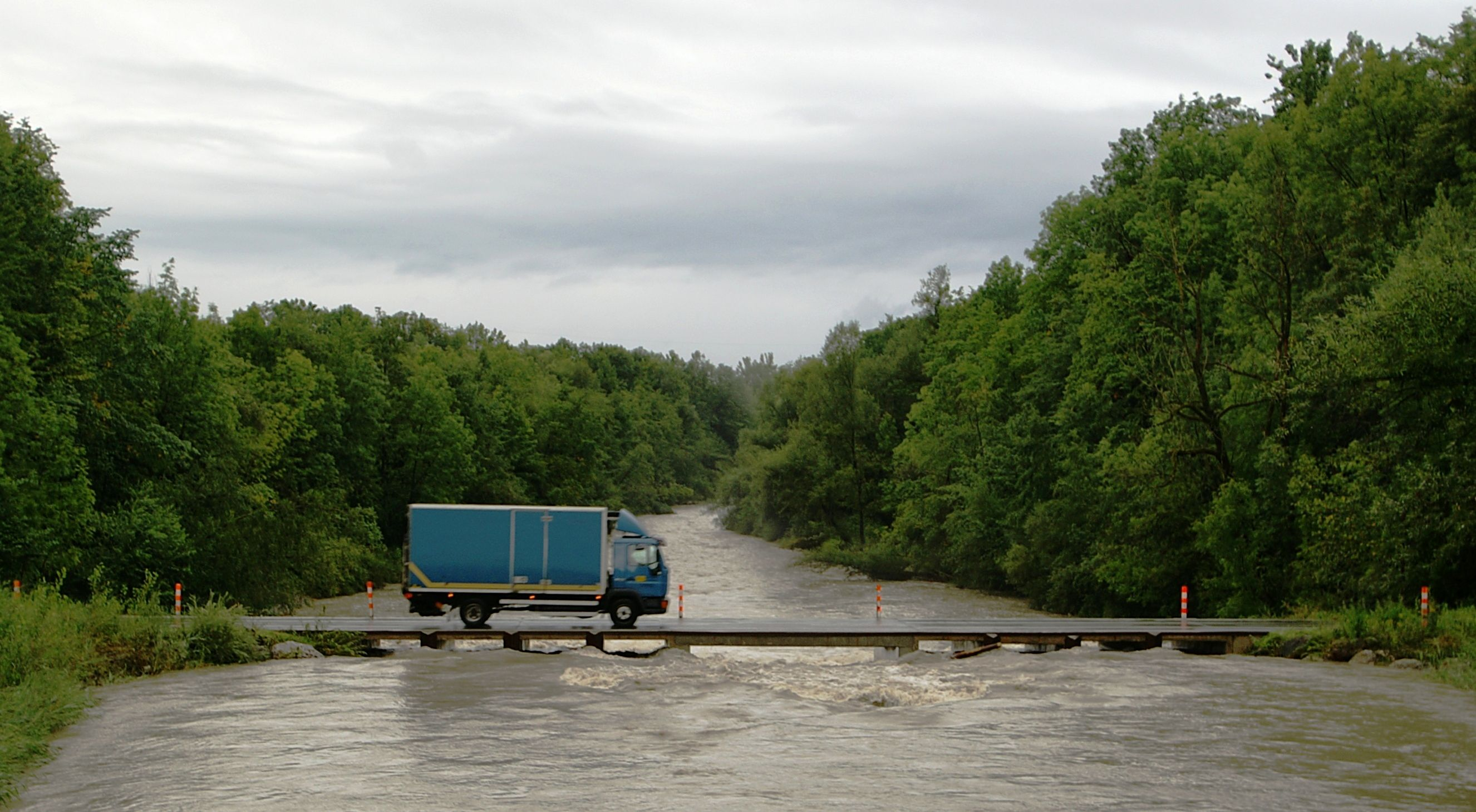
Při povodních bývá zvýšený brod Achfurt zaplavován a stává se dočasně neprůjezdným

První část povodí Dornbirner Ach od pramenů řeky až po údolí Enz poblíž Gütle (51,1 km²) je jednou z nejvlhčích oblastí Vorarlberska, které samo o sobě platí za nejvlhčí část Rakouska. Strmě se zvedající hory, které lemují údolí Alpského Rýna, vedou k ochlazení vlhkých vzduchových mas jakmile převládá západní vítr. Výsledná kondenzace vodní páry vede k prudkému dešti a tak často dochází k místním přeháňkám. Přesto jsou na relativně malém území výrazné regionální rozdíly v četnosti a intenzitě srážek. Například v Dornbirnu se udává průměrný roční úhrn srážek 1451 milimetrů, v Gütle srážky za stejné období činí 1896 milimetrů a v Ebnitu dokonce 2107 milimetrů.
Vzhledem ke geografické poloze, topografickým podmínkám a dešťovým srážkám hladina Dornbirner Ach značně kolísá a má tak spíše charakter velké bystřiny. To je zcela jasně vidět na měřicím místě v údolí Enz. Při nízké hladině vody je průtok pouhých 0,21 m³/s, průměrný průtok je pak 2,80 m³/s. Při povodních se však může zvýšit až na 121 m³/s. Průtok kolem 200 m³/s je možný při velkých povodních, ale je spíše výjimkou. V případě stoleté vody (HQ 100) hydrologové spolkové země Vorarlbersko dokonce vypočítali hypotetický průtok kolem 300 m³/s. Pokud jde o průtokovou rychlost Dornbirner Ach, udává Státní vodohospodářský úřad čísla 0,5 – 6 m/s. Průměrný roční průtok je podle stejného úřadu 0,2 miliardy metrů krychlových.

## Historie

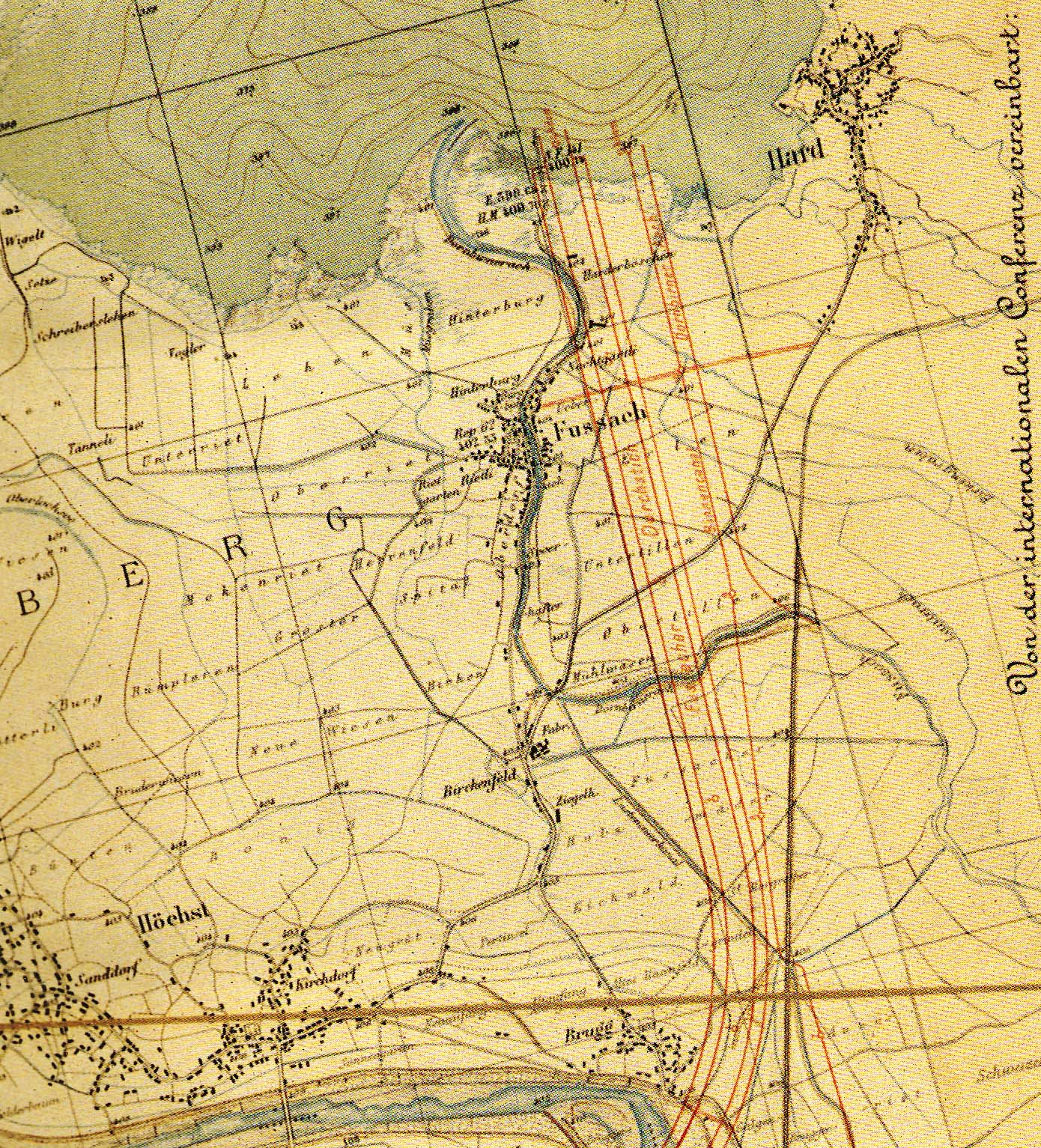
"Fuß Ach" na staré mapě k plánování regulace Rýna

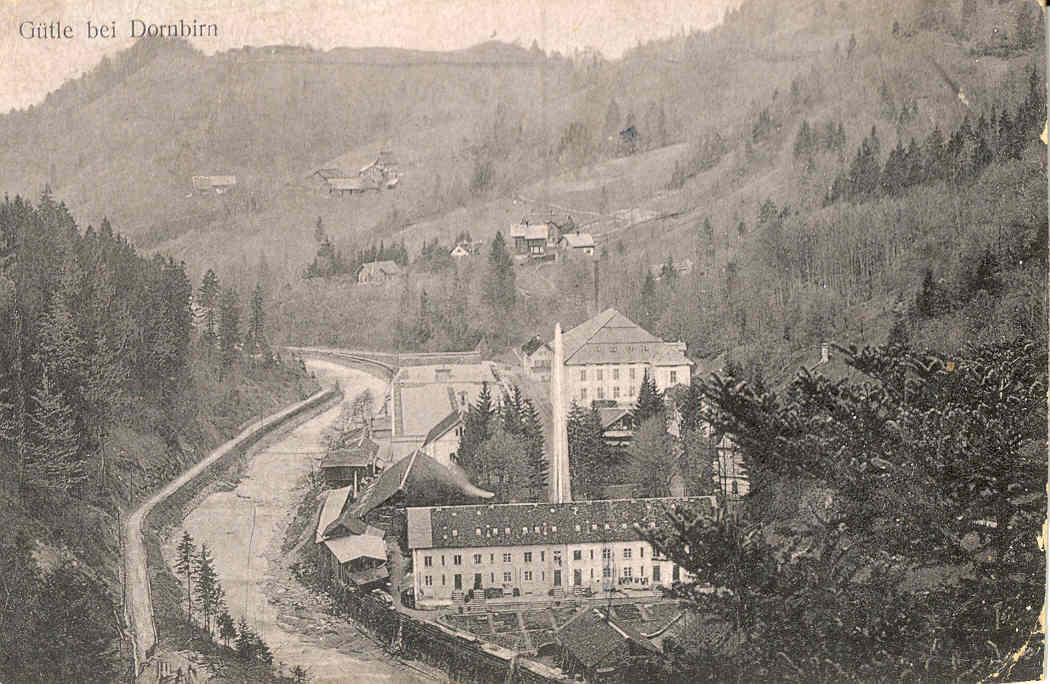
Dornbirner Ach v Gütle v roce 1902

Dornbirner Ach znamenal pro původní alemanské sedláky v oblasti pohoří Dornbirner First především přirozenou překážku, kterou bylo nutné při hospodaření překonávat. Později byla řeka využívána při těžbě dříví. Velké kolísání množství protékající vody (udává se až 1:1000), vždy přinášelo lesníkům přirozený problém. Teprve výstavba kamenných mezí v délce cca 2,5 km od Achmühle k areálu hutí v letech 1830 až 1834 pod vedením vrchního vodohospodáře Xavera Fässlera ochránily přilehlé pozemky a obydlí před pravidelnými záplavami. K této práci bylo v rámci roboty využíváno obyvatelstvo Dornbirnu. Tento stavební projekt naplánoval inženýr Alois Negrelli, který byl v té době (1826-1832) ještě okresním inženýrem ve Vorarlbersku a později se stal známým jako architekt Suezského průplavu či Negrelliho viaduktu v Praze. Pro stavební záměr na Dornbirner Ach byla vytvořena 19stránková mapa řeky, kterou nakreslil bratr slavného inženýra Franz Negrelli. Tato mapa, vytvořená v roce 1826, je nejstarším známým uceleným zpodobněním obce Dornbirn (vyjma jejích horských vesnic) a je pravděpodobně součástí větší kartografické práce o Rýnském údolí. Svou mírou podrobnosti tvoří základ pro četné výzkumné studie geografie osídlení Dornbirnu.
V 19. století rozpoznali císařští vojenští stratégové také obranně-technický potenciál řeky. Se zřetelem na Dornbirner Ach tak byly vypracovány rozsáhlé obranné plány, jejichž hlavním cílem byla ochrana přístavu Fußach, důležitého pro lodní dopravu na Bodamském jezeře. V roce 1899 byla pro textilní továrnu Hämmerle postavena vodní elektrárna s nádrží – dnes známá jako elektrárna Ebensand a Staufensee. Tato elektrárna využívala vodu z Dornbirner Ach k výrobě elektřiny pro přádelnu v Gütle. Dnes je ve vlastnictví energetické společnosti illwerke vkw. S průlomem u Fußachu v roce 1904 v rámci regulace Alpského Rýna byl Dornbirner Ach sveden do nového řečiště a dnes se vlévá do Bodamského jezera poblíž Hardu.
Během přívalových lijáků v srpnu 2005, známých jako Alpské povodně, byla vážně poškozena říční infrastruktura, jako je např. brod Achfurt. Město Dornbirn proto od 90. let zainvestovalo několik milionů eur do obnovy a výstavby říčních břehů
Dne 2. července 2008, se v prostoru řeky odehrála akce Ach-Art 08, zorganizovaná ve spolupráci mezi městem Dornbirn a kanceláří SpielRäume. Při ní si při rozličných aktivitách v korytu řeky hrálo celkem 1 840 dětí z mateřských a základních škol, přičemž k hraní se používalo vše dostupné: voda, kameny, písek, listí, větve atd. Tato akce byla brána jako příležitost přiblížit dětem umění a přírodu. Fotografie pořízené během dne byly později vystaveny v budově Zemského sněmu v Bregenzu.
Dne 1. května 2011 se odehrála přírodní událost, která natrvalo změnila podobu nejznámějšího říčního úseku Dornbirner Ach, soutěsky Rappenloch. Kolem 13:00 se Rappenlochský most, překlenující soutěsku v jejím nejužším místě, zřítil i s několika nosnými skalními částmi, následkem čehož došlo k zavalení soutěsky, která byla do té doby nepřetržitě přístupná po turistických lávkách. Událost se obešla bez zranění. Teprve v létě 2013 byla otevřena náhradní turistická stezka do soutěsky Rappenloch, která nyní prochází nad zavaleným úsekem. Tato nová lávka nabízí návštěvníkům pohled shora do částečně zasypané soutěsky.
V rámci středoevropských povodní na konci května 2013 bylo Vorarlbersko opět zasaženo velkým množstvím dešťů, které způsobily lokální záplavy a sesuvy bahna. O víkendu od 31. května do 2. června odpovídala hladina vody v Dornbirner Ach 10leté povodni. Kromě předpokládaného zaplavení brodu Achfurt však nedošlo podél hlavního koryta Dornbirner Ach k žádným škodám.

### Historie osídlení

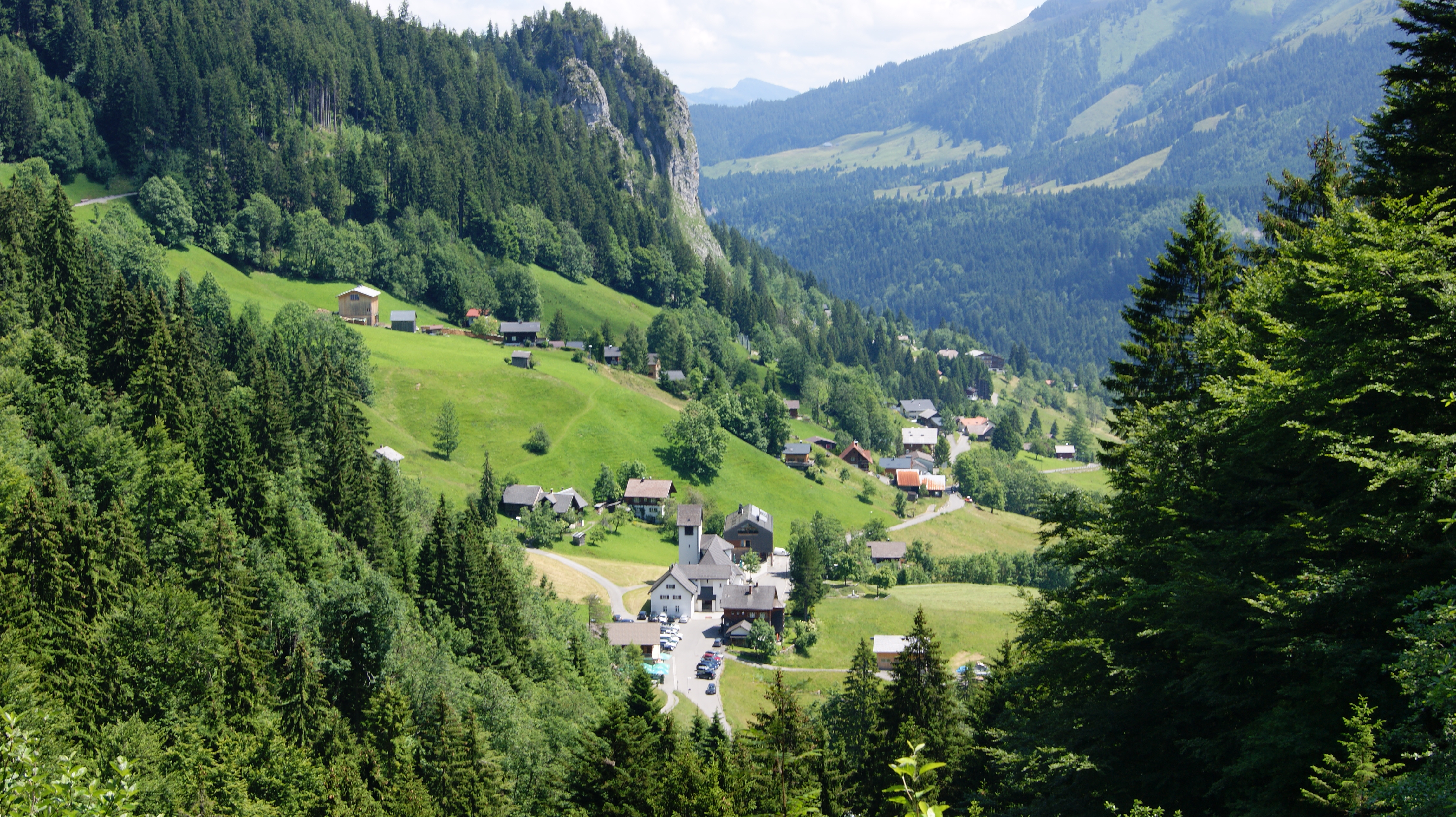
Ebnit je nejmladším sídelním útvarem na březích Dornbirner Ach

První známka lidské přítomnosti podél toku Dornbirner Ach pochází z doby bronzové (3000 až 1800 př. n. l.). Jde o bronzovou čepel dýky, která byla nalezena v roce 1971 při výkopových pracích pro nový Achmühlerský most. Jedná se zároveň o vůbec nejstarší nález na území celé obce. Se vší pravděpodobností však osada v té době ještě neexistovala. Podél Dornbirner Ach také nejsou známy žádné osídlení z doby Římanů, kdy celá oblast Vorarlberska patřila do římské provincie Raetia. Zdá se však, že římská silnice Viamala, vedoucí z Mediolanum (Milán) do Argentoratum (Štrasburk), přecházela přes Dornbirner Ach. Teprve v průběhu alamanského dobývání ve 3. století se možná první Alamané usadili v oblasti, kde řeka opouští údolí. Naznačuje to alamanská hrobka nalezená v roce 1898. Vzhledem k tomu, že si Alamani nezřizovali jednotlivé hroby a pohřebiště byla většinou umístěna v blízkosti obydlí, historikové z tohoto hrobového nálezu usuzují, že v oblasti dnešního Hatlerdorfu existovalo osídlení již v 6. nebo 7. století.
V průběhu 9. století nakonec vznikalo stále více malých sídel na hospodářsky a dopravně-technicky důležitých křižovatkách podél Dornbirner Ach. Osada Fußach (Fossonas) byla poprvé zmíněna v roce 840, osada Lustenau (Lustenoua) v roce 887. Samotný Dornbirn se naopak objevuje až v roce 895 jako Torrinpuirron. Jižně od Dornbirner Ach vznikla vesnice Hatlerdorf, severně od ní vesnice Niederdorf (dnes městská část Markt) a na východních svazích vesnice Oberdorf. Tyto osady tvořily vždy pouze jednu správní obec a později dály základ třem ze čtyř původních částí města Dornbirn.
Až v pozdním středověku bylo osídleno také údolí Ebniter Ach, které dříve sloužilo pouze pro pastviny. Chudí obyvatelé dnešního švýcarského kantonu Valais, tzv. Walserové, kteří se vystěhovali ze své původní vlasti, založili v roce 1351 na západním svahu údolí osadu Ebnit. Ta byla až do roku 1932 samostatnou obcí a následně došlo k jejímu začlenění do města Dornbirn.

### Etymologie

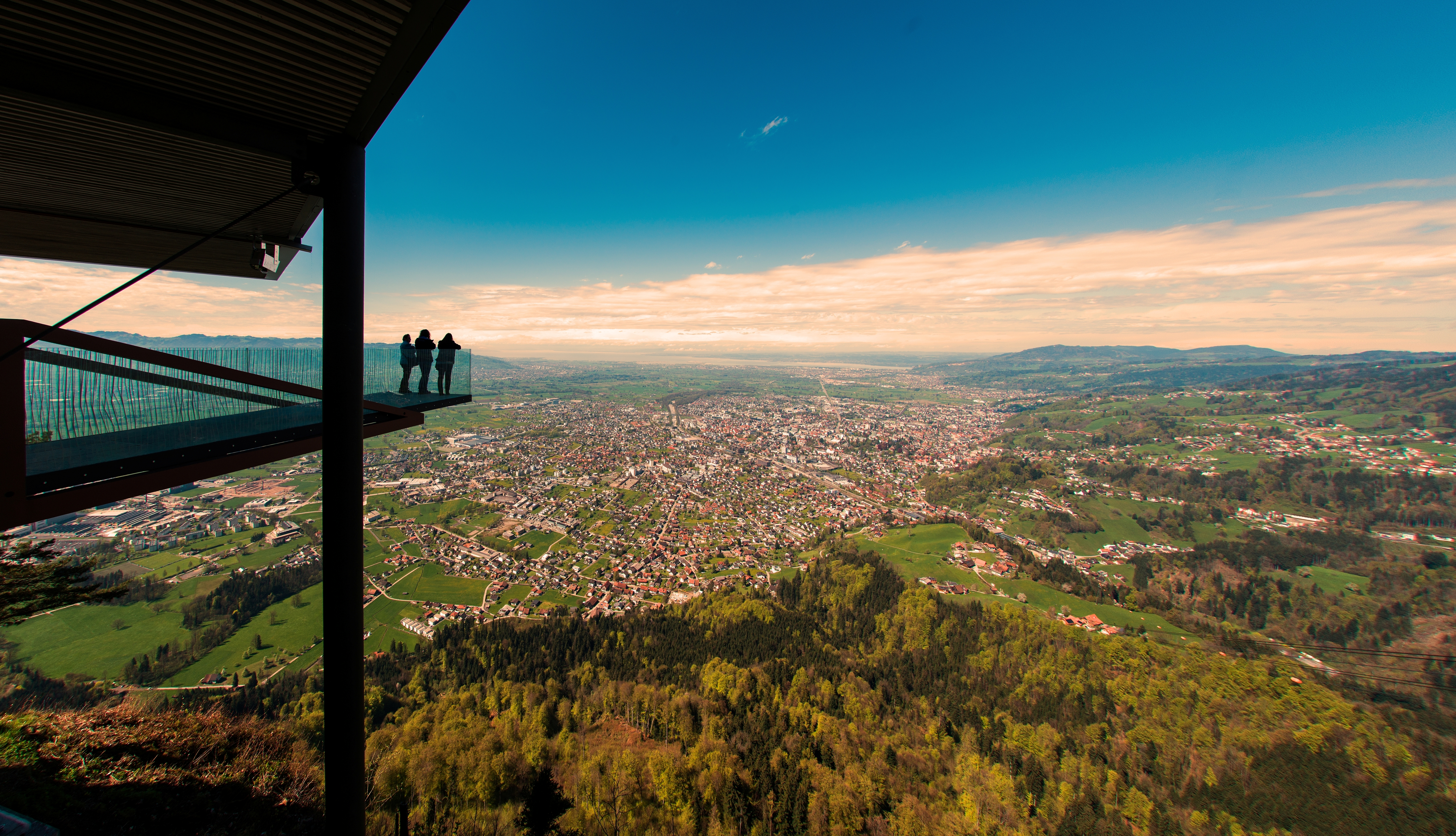
Od města Dornbirn odvozuje řeka své jméno

Nejprve vyvstává otázka, jaké jméno vůbec použít pro etymologickou úvahu. Rakouský Spolkový úřad pro kalibraci a zeměměřictví definuje název řeky jako Dornbirner Ach, což znamená, že tento název je oficiální a používá se pro etymologické zkoumání. Vorarlberská zemská vláda kromě toho v letech 1960/61 definitivně zakotvila četná pomístní jména ve Vorarlbersku a určila název řeky jako Dornbirnerach. I když se tento termín používá dodnes, neplatí již jako geograficky oficiální způsob zápisu jména řeky.
Pro lepší etymologické prozkoumání jména Dornbirner Ach je třeba ho rozdělit na dvě slova, Dornbirn a Ache. Dornbirn je název obce, jejímž územím řeka z větší časti protéká. Název města se poprvé objevil 15. října 895 jako Torrinpuirron v latinsky psaném dokumentu z kláštera St. Gallen. Tento výraz znamená Torrovy dvory, přičemž Torro byl sedlákem, usazeným v oblasti dnešního Dornbirnu. Druhé slovo – Ache – pochází z keltštiny a souvisí s latinským Aqua a dolnoněmeckým Aa. Slovo ve spojitosti s vodou znamená v bavorštině „rychle tekoucí řeka nebo potok s velkým spádem“. V českém prostředí se jedná o téměř neznámý výraz, dle Ottova slovníku naučného se jedná o femininum, viz jeho celá definice: "Aacha, něm. Aach, Ach, Ache, několik řek a říček ve Vorarlbergu a velkovévodství Badenském, zejména následující přítoky jezera Bodamského: 1) Dornbirnská A. (u Fussachu) a 2) Bregenzská A. temenící se na Arlbergu, obě ve Vorarlbergu."
Původní název řeky, Fuss Ach , je pravděpodobně částečně germánského původu a poprvé je uveden v daňovém záznamu kláštera Pfäfers v roce 840 jako Fossonas v souvislosti s obcí Fußach pojmenovanou podle řeky. Tento název se vyvinul v 11. století ze své původní podoby Fozzaha a Fuozza.

## Okolí řeky

### Flóra

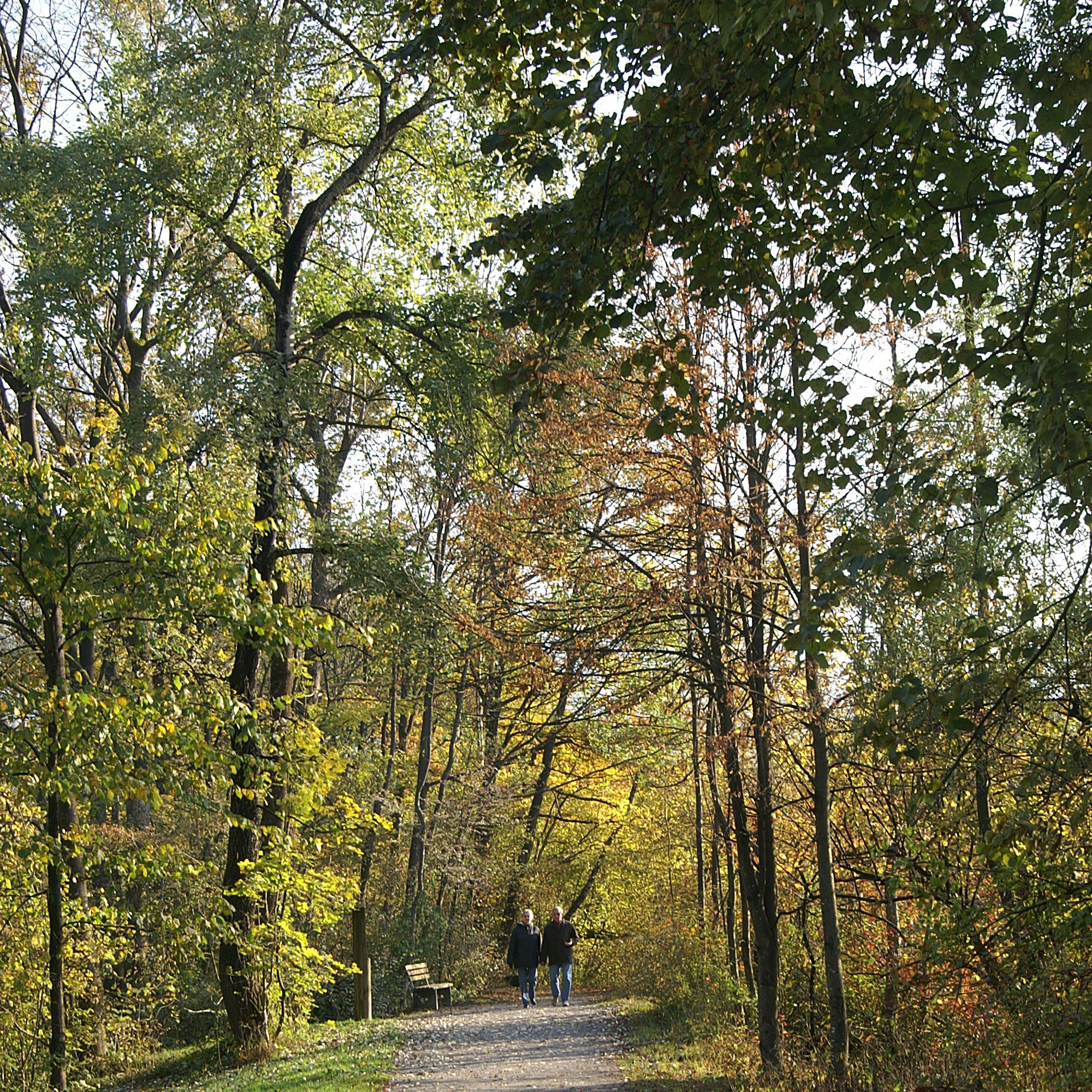
Typický listnatý les na zpevněné říční hrázi v rekreační oblasti města

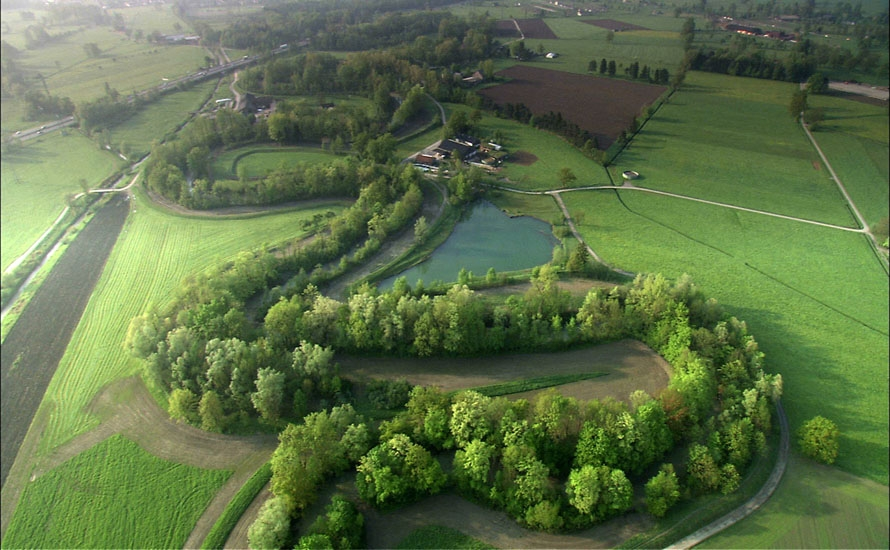
Meandry řeky Dornbirner Ach s přilehlými poli a loukami

Ve svém horním toku je Dornbirner Ach ryze horský potok. V údolí Valorsertal protéká zelenými plochami s bujným porostem trávy, které se většinou využívají pro alpské zemědělství. Občas se zde vyskytují i borovicotvaré jehličnany a keře. Kvůli alpskému zemědělství se však většina těchto oblastí musela přizpůsobit chovu dobytka. Dále po proudu, přibližně od přítoku Bruderbach, se řeka zařezává hluboko do profilu horské krajiny a vytváří mnohdy pozoruhodné soutěsky. Biologická rozmanitost rostlin je zde odpovídajícím způsobem nevelká. Jen několik typických stínových rostlin, jako je mech nebo lišejník, vzdoruje zde panujícím nehostinným podmínkám. Příklady kvetoucích rostlin v této části řeky jsou večernice vonná (Hesperis matronalis), jitrocel nejvyšší (Plantago altissima), orlíček obecný (Aquilegia vulgaris) a vzácně také jahodník trávnice (Fragaria viridis).
Od konce soutěsky Rappenloch, tedy u osady Gütle, začínají břehy řeky opět lemovat husté jehličnaté lesy. To se mění až se začátkem městské, hustě obydlené oblasti, kde je zpočátku přirozená flóra a fauna výrazně omezena. Celá řeka je vedena východní částí města v částečně vybetonovém řečišti. Jen málo keřů našlo v tomto nepřirozeném prostředí nový domov; řeka zde působí – jak bývá často vytýkáno – uměle a nepřístupně. K několika málo druhům, které se přesto v říčním korytě usadily, patří vrba bílá, vrba nachová, topol kanadský, jasan ztepilý, javor klen, líska obecná, jilm horský a bez černý.
Pod železniční tratí se vzhled říčního okolí drasticky mění a řeka je opět svedena do převážně přírodního koryta s bujnými listnatými lesy na obou březích. V těchto lesích, které obyvatelům Dornbirnu slouží jako místní rekreační oblast, se nevyskytují žádné jehličnany, čímž se zde krajina již velmi podobá navazujícímu mokřadu Ried. Při své cestě tímto mokřadem řeka silně meandruje. I zde se nachází úrodné louky a pole, z nichž pouze menší část bývá zorána. Tento charakter si okolí řeky uchovává až k jejímu ústí do Bodamského jezera.
Oblast dolního toku Dornbirner Ach z většiny spadá do chráněného území Natura 2000 Lauteracher Ried a Delta Rýna a také do přírodní rezervace Birken – Schwarzes Zeug – Meandry Dornbirner Ach.

### Fauna
Přestože je voda v dolním toku Dornbirner Ach zčásti silně znečištěná, v řece žijí ryby, které se těmto okolnostem přizpůsobily a které zde byly vysazeny Dornbirnským rybářským klubem. Zejména v horním, čistém úseku řeky a četných přítocích je pak stále mnoho ryb. Jedná se především o původní druhy jako pstruh obecný potoční, pstruh duhový, hrouzek obecný, vranka obecná nebo sekavec. Kromě toho byly v údolí Valorsertal spatřeny vážky a různé druhů mloků. Hustá zástavba podél dolního toku řeky, respektive v městské oblasti Dornbirnu, působí proti usazování nových druhů v této oblasti.
Asi 10 000 mláďat ostroretky stěhovavé původem z Dornbirner Ach bylo v roce 2014 vysazeno Lichtenštejnským rybářským klubem v oblasti Alpského Rýnu. Předpokládá se jejich postupné přesídlení do vod Lichtenštejnské Dolní země které jsou spojené s Alpským Rýnem.

### Stavební opatření

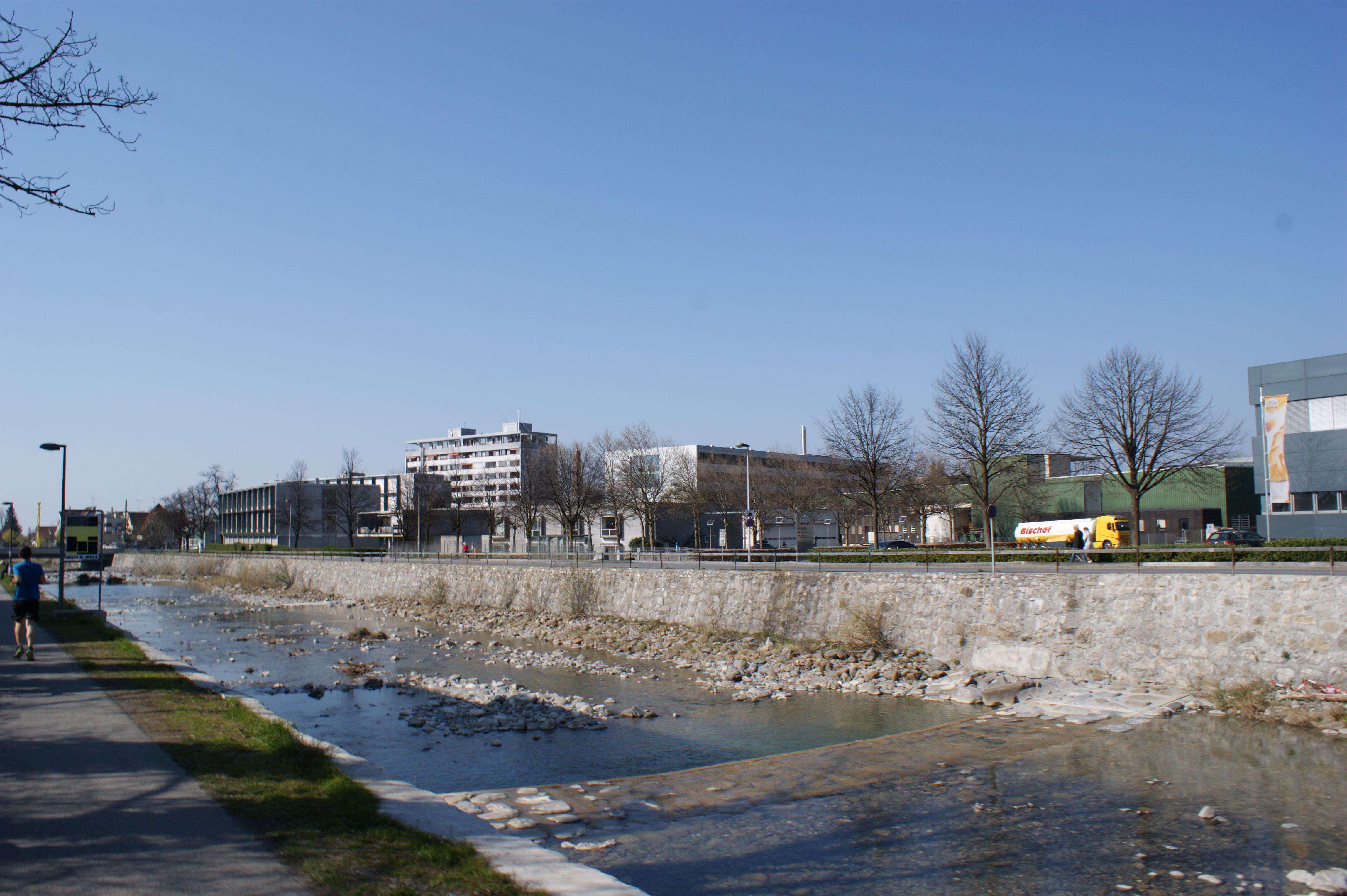
Zregulované koryto řeky v prostoru města Dornbirn

Dornbirner Ach je vedle Bregenzer Ach jednou z nejsilnějších bystřin ve Vorarlbersku. I když to není běžně k vidění, množství protékající vody se může během několika hodin znásobit a Dornbirner Ach se může stát dravým proudem. Proto byly kamenné zdi, vyprojektované Aloisem Negrellim roku 1830 a postavené roku 1834, postupně nahrazeny moderními betonovými protipovodňovými valy, které mají od Gütle dále po proudu řeky odvrátit riziko povodní. V intravilánu města je řeka vedena stupňovitě v betonovém korytě. Teprve pod železniční tratí jsou tyto umělé stěny nahrazeny přírodními zalesněnými hliněnými zídkami a štěrkovými ostrůvky, které zde přebírají protipovodňovou ochranu. Pro organizaci Bystřinová a lavinová výstavba země Vorarlbersko (Wildbach- und Lawinenverbauung des Landes Vorarlberg) je Dornbirner Ach něco jako trvalé staveniště, protože na této řece nebo na některém z jejích četných přítoků je stále co budovat a zlepšovat. Za tímto účelem zřídila organizace svůj stálý stavební dvůr na březích řeky u údolní stanice lanovky na Karren.

## Využití

### Průmysl

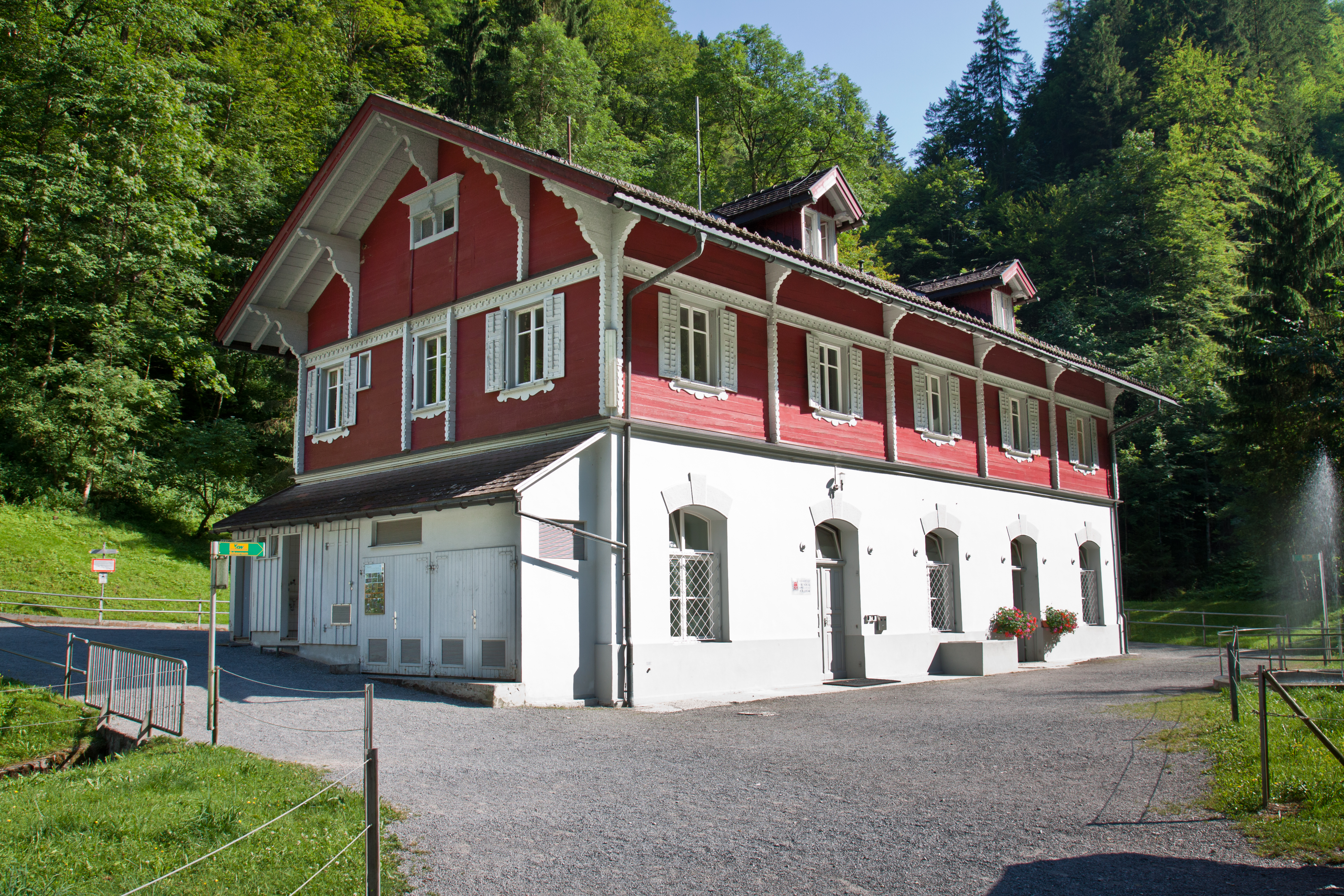
Elektrárna Ebensand je malá průtočná elektrárna provozovaná společností vkw

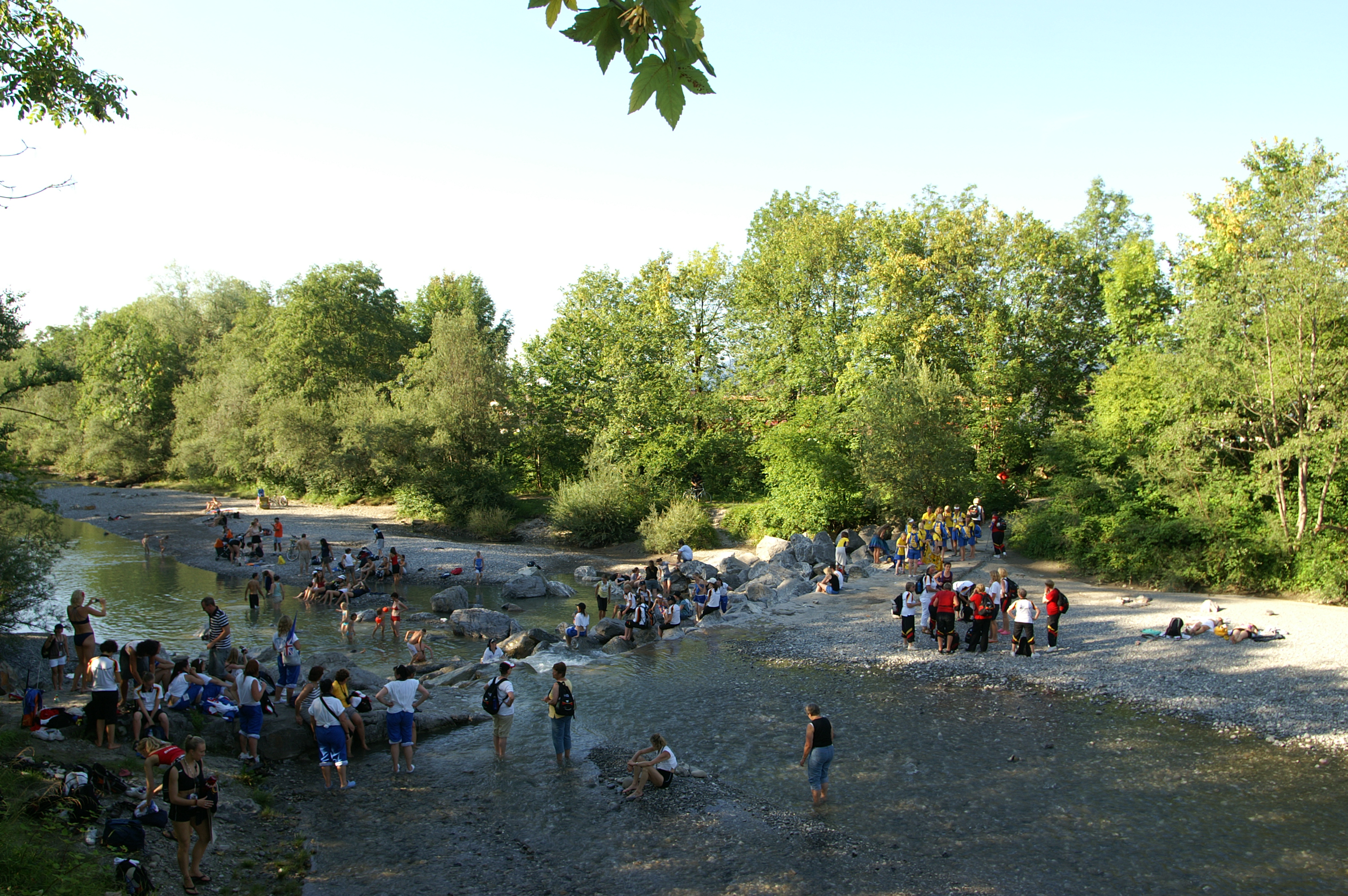
Rekreace a zchlazení v průběhu Světové gymnaestrády v roce 2007

Ještě na počátku 20. století byl Dornbirner Ach využíván jako dodavatel energie pro vzkvétající dornbirnský textilní průmysl, od té doby ale rychle ztrácí svůj ekonomický význam. Pouze elektrárna Ebensand, druhá nejstarší elektrárna ve Vorarlbersku, vlastněná energetickou společnost vkw, stále využívá k výrobě elektřiny vodní energii řeky pomocí vodní nádrže Staufensee.
Z množství povoleného odběru vody v oblasti Lesního koupaliště Enz (kde se voda z Dornbirner Ach až do roku 1964 také používala ke koupání) pro průmyslové využití (u přítoku Müllerbach), by šlo Dornbirner Ach teoreticky považovat za téměř vyschlý 218 dní v roce. V praxi se však z řeky odebírá mnohem méně vody než povolených 1800 litrů za sekundu.
K dalšímu průmyslovému využití řeky patří těžba menšího množství kameniva ve štěrkovně v horní části řeky (přítok Kobelache).

### Rekreace
V moderní době má Dornbirner Ach mnohem větší význam jako oblast pro rekreaci a turistiku. Řeč je zde především o soutěsce Rappenloch, která přitahuje turisty z celého světa. Pro mnoho obyvatel Dornbirnu slouží dolní úsek řeky v oblasti Achauen jako rekreační oblast. Zejména v létě jsou kamenité břehy v umělém korytě řeky od mostu Sägerbrücke až ke konci města zaplněny místními obyvateli hledajícími odpočinek a osvěžení. V roce 2013 byla v souladu s kvalitativními směrnicemi úřadu zemské vlády Vorarlberska kvalita koupání v Dornbirner Ach v oblasti města pětkrát hodnocena jako „dostatečná“ a jednou jako „velmi dobrá“. Původně bylo i hojně navštěvované venkovní koupaliště v Enzu napájeno vodou z Dornbirner Ach. Teprve od znovuotevření Lesního koupaliště Enz dne 24. června 1988 se již v bazénu říční voda nepoužívá. V rámci revitalizace rekreační oblasti Achauen město Dornbirn vytvořilo lesní fitness hřiště a rozsáhlé jezdecké a pěší stezky v zalesněných nivách nacházejících pod železniční tratí dále po proudu řeky.

### Pitná voda
Na Dornbirner Ach lze rybařit s příslušným rybářským lístkem. Kvalita vody v řece se obecně udává jako voda II. (β-mesosaprobní) třídy. Kvalitu odpovídající pitné vodě (třída I-II na pomezí oligosaprobní a β-mesosaprobní úrovně) má řeka maximálně ve svém nejhořejším úseku. Nejpozději po přivedení vyčištěné odpadní vody z čistírny odpadních vod Dornbirn-Schwarzach zpět do řeky v oblasti pod Achfurtem (v říčním kilometru 7,84) již voda není vhodná jako pitná a odpovídá jakosti vody II-III na pomezí β-mesosaprobní a α-mesosaprobní třídy.